# Девін (Братислава IV)
Девін (словац. Devín) — міська частина, громада округу Братислава IV, Братиславський край. Кадастрова площа громади — 13.98 км².
Населення 1734 особи (станом на 31 грудня 2020 року).

## Історія
Девін згадується 864 року.